# Neogotische kerken in Friesland
De Neogotische kerken in Friesland zijn voor een groot deel rooms-katholieke gebouwen uit de tweede helft van de negentiende eeuw, waarvan de meeste zijn ontworpen door de architecten Pierre Cuypers (zeven kerken) en Alfred Tepe (vier kerken). Ook twee leerlingen van Pierre Cuypers, Nicolaas Molenaar sr. en Jan Doedes van der Weide, alsmede zijn vroege concurrent Carl Weber, hebben elk een kerk ontworpen. Wolter te Riele ontwierp begin twintigste eeuw vier laat-neogotische kerken. Drie kerken zijn echter gesloopt: De kerk van Te Riele in Wolvega werd, met uitzondering van de toren, reeds in 1938 vervangen, de kerk van Weber in Franeker werd in 1960 gesloopt en de kerk in Wijtgaard van Pierre Cuypers volgde in 1965. Van de achttien kerken resteren er dus nog vijftien.

## Kerken
| Plaats          | Kerk                         | Jaar      | Architect                | Afbeelding              |
| --------------- | ---------------------------- | --------- | ------------------------ | ----------------------- |
| Bakhuizen       | Sint-Odulphuskerk            | 1914      | Wolter te Riele          | Sint-Odulphuskerk       |
| Balk            | Sint-Ludgeruskerk            | 1883      | Alfred Tepe              | Sint-Ludgeruskerk       |
| Blauwhuis       | Sint-Vituskerk               | 1867      | Pierre Cuypers           |                         |
| Dokkum          | Sint-Bonifatiuskerk          | 1871      | Pierre Cuypers           |                         |
| Franeker        | Sint-Franciscuskerk          | 1865-1960 | Carl Weber               |                         |
| Harlingen       | Sint-Michaëlkerk             | 1881      | Alfred Tepe              |                         |
| Heeg            | Sint-Jozefkerk               | 1876      | Pierre Cuypers           |                         |
| Leeuwarden      | Sint-Bonifatiuskerk          | 1884      | Pierre Cuypers           | Sint-Bonifatiuskerk     |
| Lemmer          | Sint-Willibrorduskerk        | 1901      | Nicolaas Molenaar        | Sint-Willibrorduskerk   |
| Nes (Ameland)   | Sint-Clemenskerk             | 1878      | Pierre Cuypers           | Sint-Clemenskerk        |
| Oosterwierum    | Sint-Wirokerk                | 1925      | Wolter te Riele          | Sint-Wirokerk           |
| Roodhuis        | Sint-Martinuskerk            | 1892      | Alfred Tepe              | Sint-Martinuskerk       |
| Sint Nicolaasga | Sint-Nicolaaskerk            | 1887      | Jan Doedes van der Weide | Sint-Nicolaaskerk       |
| Sneek           | Sint-Martinuskerk            | 1872      | Pierre Cuypers           | Sint-Martinuskerk Sneek |
| Steggerda       | Sint-Fredericuskerk          | 1922      | Wolter te Riele          | Sint-Fredericuskerk     |
| Workum          | Sint-Werenfriduskerk         | 1877      | Alfred Tepe              | Sint Werenfriduskerk    |
| Wijtgaard       | O.L.V. Ten Hemelopnemingkerk | 1871-1966 | Pierre Cuypers           |                         |

aquaducten ·
gemalen ·
kerkgebouwen ·
klokkenstoelen ·
sluizen en stuwen ·
stadhuizen ·
stationsgebouwen ·
stinsen ·
vuurtorens ·
waaggebouwen ·
watertorens ·
windmolens ·
windmotoren